# مورغان آدامز
مورغان آدامز (بالإنجليزية: Morgan Adams)‏ هو متسابق يخت أمريكي، ولد في 30 أغسطس 1915 في باسادينا في الولايات المتحدة، وتوفي في 24 مارس 2004 في لوس أنجلوس في الولايات المتحدة.

## وصلات خارجية
- مورغان آدامز على موقع أوليمبيديا (الإنجليزية)